# Tôn giáo Babylon

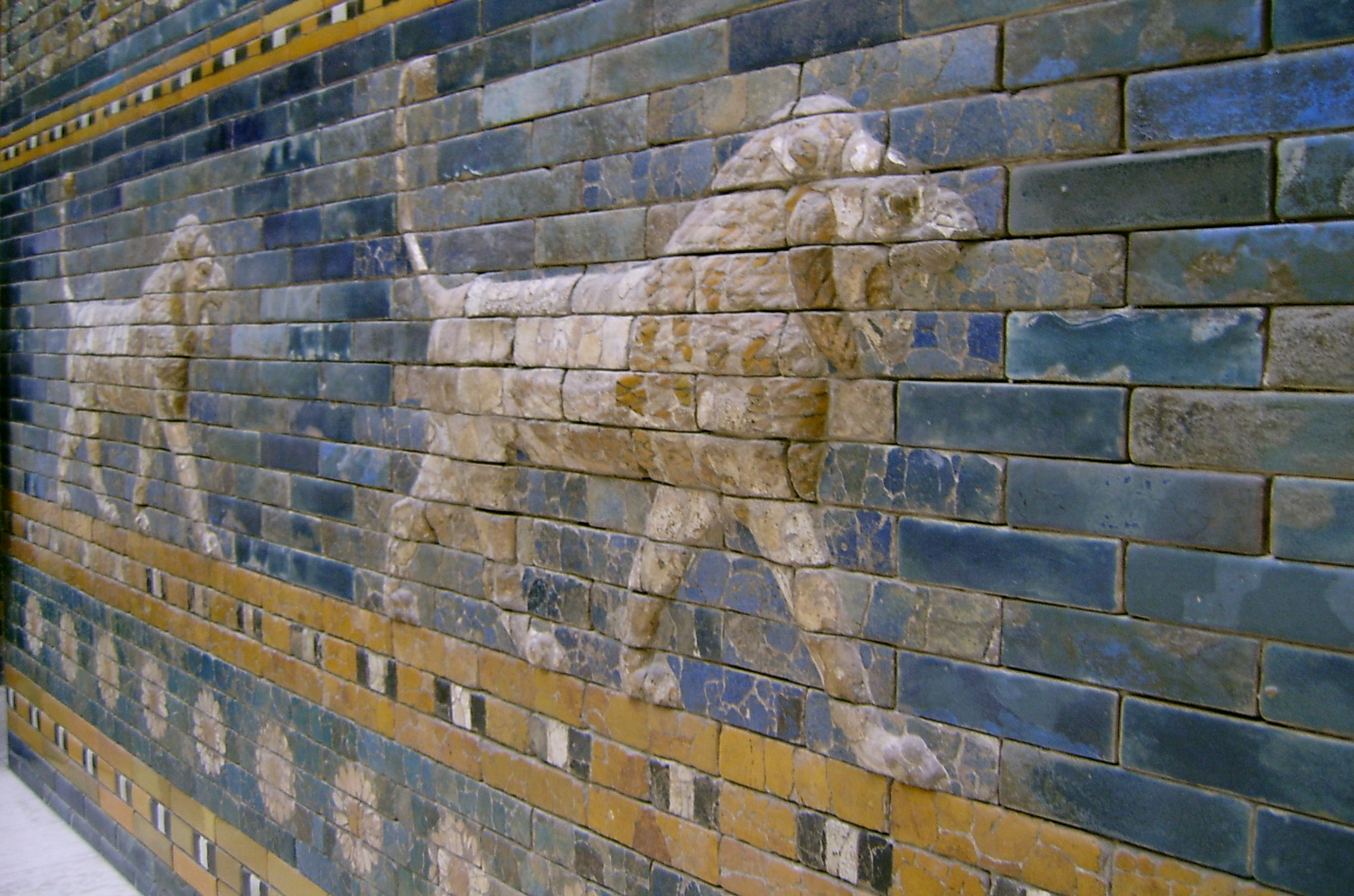
Tranh điêu khắc trên cổng Ishtar của Babylon

Tôn giáo Babylon là các thực hành tôn giáo của Babylon cổ đại. Thần thoại Babylon bị ảnh hưởng rất lớn từ người Sumer, được ghi chép trên các phiến đất sét bằng chữ hình nêm có nguồn gốc từ chữ hình nêm Sumer. Các huyền thoại thường được viết bằng tiếng Sumer hoặc Akkad. Một số văn bản tiếng Babylon được dịch sang tiếng Akkad từ các văn bản cổ hơn bằng tiếng Sumer, với tên của một số vị thần được thay đổi.
Một số câu chuyện trong Kinh Thánh được cho là dựa trên, chịu ảnh hưởng hoặc lấy cảm hứng từ các huyền thoại Cận Đông cổ đại.

## Thần thoại và vũ trụ học
Dân tộc Amorite của Babylon đã giành quyền thống trị ở miền nam Mesopotamia vào giữa thế kỷ 17 trước Công nguyên. Trong thời kỳ Cổ Babylon, ngôn ngữ Sumer và Akkad được giữ gìn cho mục đích tôn giáo; phần lớn các tài liệu thần thoại Sumer được các nhà sử học biết đến ngày nay xuất phát từ Thời kỳ Cổ Babylon, dưới dạng các văn bản Sumer được phiên âm (đáng chú ý nhất là phiên bản Babylon của Sử thi Gilgamesh) hoặc dưới dạng văn học thần thoại Babylon ảnh hưởng bởi Sumer và Akkad (đáng chú ý nhất là Enûma Eliš). Hệ thống thần linh Sumer-Akkad đã bị thay thế, đáng chú ý nhất là với sự xuất hiện của một vị thần tối cao mới, Marduk. Nữ thần Sumer Inanna cũng đã được đồng hóa thành phiên bản tương đương Ishtar trong Thời kỳ Babylon cổ đại.

## Lễ hội tôn giáo
Những mảnh vỡ phiến đất sét từ thời Tân Babylon mô tả một lễ hội mừng năm mới kéo dài trong nhiều ngày. Lễ hội bắt đầu vào ngày đầu tiên của tháng Babylon đầu tiên, Nisannu, gần tương ứng với tháng 4/tháng 5 theo lịch Gregorian. Lễ hội này kỷ niệm sự tái tạo lại mặt đất, một chi tiết trong huyền thoại sáng tạo xoay quanh Marduk được mô tả trong Enûma Eliš.

## Dẫn nguồn
1. ↑  Morris Jastrow Jr.; và đồng nghiệp. "Babylon". Jewish Encyclopedia.
2. ↑  "Sumerian Literature". Electronic Text Corpus of Sumerian Literature. Truy cập ngày 22 tháng 6 năm 2009.
3. ↑  McIntosh, Jane R. "Ancient Mesopotamia: New Perspectives". ABC-CLIO, Inc: Santa Barbara, California, 2005. p. 221